# Gösta Hallberg (fotbollsspelare)
Holger Gösta Lennart Hallberg, född 23 februari 1916 i Oscar Fredriks församling i Göteborg, död 7 november 1994 i Askims församling, var en svensk fotbollsspelare och -tränare.

## Biografi
Hallberg spelade under 1930-talet i Allsvenskan för Gårda BK, där han var centerhalv, ibland även ytterhalv. Han beskrivs som "säker i brytningar och uppspel" och som en duktig huvudspelare.
Efter den aktiva fotbollskarriären blev Hallberg tränare. Han tränade Redbergslids IK mellan 1947 och 1967, och hade samtidigt olika tränaruppdrag för andra klubbar samt för Göteborgs fotbollförbund. Säsongen 1954/1955 tränade han allsvenska Gais, och fortsatte med detta även under hösten 1955, sedan Gais ramlat ner i division II. Han tränade även bland andra dalsländska IF Viken  och Annebergs IF (1968–1969).
I det civila arbetade Hallberg vid Spårvägen, där han var reparatör och arbetade på verkstaden vid Stampen. Han är begravd på Askims norra kyrkogård.